# Ples sudbine
Ples sudbine (portugalski: Além da Ilusão) je brazilska telenovela koju je proizveo i prikazivao TV Globo. Prikazivala se od 7. veljače do 19. kolovoza 2022.
U Hrvatskoj se prikazuje od 24. srpnja 2024. na Prvom programu Hrvatske rediotelevizije.

## Radnja
Prvi dio radnje odvije se u gradu Poços de Caldas 1934. godine. Elisa, naivna kći bogatog para Matiasa i Violete, zaljubljuje se u Davija, mladog mađioničara. Matias ne odobrava njihovu vezu, a Elisa umire kada njezin otac kada, pokušavajući ubiti Davija, metkom umjesto toga pogodi nju. Davi je optužen zločin ubojstva i osuđen na 20 godina zatvora.
Godine 1944., deset godina kasnije, obitelj živi u gradu Campos dos Goytacazes. Matias je postao psihički nestabilan i izgubi sjećanje, dok je Violeta postaje suvlasnica tkaonice Tecelagem Tropical s udovcem Eugêniom, s kojim počinje uživati zabranjenu romansu na kojoj joj zavidi ambiciozna Úrsula. Matiasova i Violetina mlađa kći Isadora, koja sada ima osamnaest godina i fizički je slična Elisi, izlazi s Úrsulinim arogantnim sinom Joaquimom, kojeg majka izmanipulira da oženi Isadoru kako bi naslijedio obiteljsko bogatstvo. 

## Glumačka postava
- Larissa Manoela kao Elisa i Isadora Camargo Tapajós[3]
  - Sofia Budke kao mlada Isadora
- Rafael Vitti kao Davi[4]
- Malu Galli kao Violeta Camargo Tapajós[5]
- Marcello Novaes kao Eugênio Barbosa
- Paloma Duarte kao Heloísa Camargo
  - Ana Clara Winter kao mlada Heloísa
- Bárbara Paz kao Úrsula Alves
- Danilo Mesquita as Joaquim Alves[6]

## Pregled serije
| Sezone | Sezone | Epizode | Brazilsko prikazivanje | Brazilsko prikazivanje | Hrvatsko prikazivanje | Hrvatsko prikazivanje |
| Sezone | Sezone | Epizode | Premijera              | Finale                 | Premijera             | Finale                |
| ------ | ------ | ------- | ---------------------- | ---------------------- | --------------------- | --------------------- |
|        | 1.     | 167     | 7. veljače 2022.       | 19. kolovoza 2022.     | 24. srpnja 2024.      | Još nije najavljeno   |